# Justin Kluivert
Justin Kluivert, född 5 maj 1999, är en nederländsk fotbollsspelare som spelar för Bournemouth. Hans far, Patrick Kluivert, är en nederländsk före detta landslagsspelare i fotboll.

## Klubbkarriär
Den 22 juni 2018 värvades Kluivert av Roma, där han skrev på ett femårskontrakt. Den 5 oktober 2020 lånades Kluivert ut till tyska RB Leipzig på ett säsongslån. Den 20 juli 2021 lånades han ut till franska Nice på ett säsongslån. Den 1 september 2022 lånades Kluivert ut till spanska Valencia på ett säsongslån.
Den 23 juni 2023 bekräftade Bournemouth att Kluivert skulle ansluta till klubben den 1 juli samma år.

## Landslagskarriär
Den 26 mars 2018 debuterade Kluivert för Nederländernas landslag i en 3–0-vinst över Portugal, där han blev inbytt i den 78:e minuten mot Memphis Depay.